# Legislazione sull'orientamento sessuale nelle forze armate
Le politiche e gli atteggiamenti nei confronti dell'orientamento sessuale nelle forze armate variano ampiamente in tutto il mondo. Alcuni paesi consentono alle persone gay, lesbiche, bisessuali e transgender di prestare servizio militare apertamente, e garantiscono loro gli stessi diritti e privilegi delle loro controparti eterosessuali. Molti paesi non proibiscono né sostengono le persone LGBT nel prestare servizio militare o comunque non hanno esplicitamente affrontato la questione. Altri paesi lo proibiscono.
Nella maggior parte delle forze militari occidentali, le politiche di esclusione dei membri delle minoranze sessuali sono state rimosse, mentre i diritti che riguardano le persone intersex sono più vaghi. Ciò si allinea con i dati globali più recenti sull'accettazione dell'omosessualità, che suggeriscono che l'accettazione delle comunità LGBTQ stia divenendo più diffusa solo nei Paesi laici e agiati.
Ad ogni modo, un indirizzo di generica accettazione delle persone LGBTQ non garantisce necessariamente che vadano immuni da discriminazioni in quel particolare ambiente. Israele, un Paese che per altri versi fatica a introdurre politiche sociali favorevoli verso i LGBTQ, ha nondimeno forze armate note per la loro ampia accettazione dei soldati apertamente gay.

## Storia
Nell'antica Grecia, il battaglione sacro era un'unità militare che dal 378 a.C. consisteva di 150 coppie di amanti maschi, ed era nota per la sua efficacia in battaglia.  Nella casta nipponica dei samurai, era comune la pederastia con la pratica dello shudō degli adulti sui giovani adepti.
Sono segnalati processi ed esecuzioni capitali per omosessualità di cavalieri templari nel XIV secolo e di marinai durante le Guerre napoleoniche.
I divieti ufficiali contro i gay nelle forze armate cominciarono ad emergere nel XX secolo. L'argomento più frequente a favore dell'esclusione si imperniava sull'efficienza militare; le giustificazioni coinvolgono la potenziale conflittualità tra militari etero ed omosessuali e gli eventuali risentimenti e ostilità eterosessuali, e il fatto che questa convivenza potenzialmente conflittuale avrebbe potuto minare la coesione e la disciplina dei reparti.
Gli Stati Uniti introdussero il divieto in una revisione degli Articles of War of 1916 e il Regno Unito proibì per la prima volta l'omosessualità negli Army and Air Force Acts nel 1955. Per regolare l'omosessualità nelle forze armate USA, venivano usati esami fisici e colloqui per scoprire durante il reclutamento gli uomini con caratteristiche effeminate. Molti soldati accusati di comportamento omosessuale venivano congedati in quanto "psicopatici sessuali", benché queste espulsioni diventassero molto meno frequenti nei periodi di guerra.
Nel Regno Unito si seguiva la legislazione vigente anche per i civili, che fino al 1967 considerava l'omosessualità un reato, punibile con la castrazione chimica o il carcere.
Nondimeno alcune nazioni, di cui la Svezia è il caso più noto, non introdussero mai divieti contro l'omosessualità nelle forze armate, ma emanarono raccomandazioni per esentare gli omosessuali dal servizio militare.

## Situazione attuale
Nella maggior parte delle forze militari occidentali, le politiche di esclusione sulla base dell'orientamento sessuale sono state rimosse. Dei 30 paesi che partecipano alla NATO, più di 20 consentono a persone apertamente gay, lesbiche e bisessuali di prestare servizio militare. Dei membri permanenti del Consiglio di sicurezza delle Nazioni Unite, tre (Stati Uniti, Regno Unito e Francia) accettano persone LGBT nelle forze armate. Gli altri due generalmente non lo fanno: la Cina mette al bando gay e lesbiche, la Russia esclude tutti i gay e le lesbiche in tempo di pace ma consente ad alcuni gay di prestare servizio in tempo di guerra. Gli Stati Uniti hanno applicato per decenni la dottrina poi sancita dalla legge del 1993 detta Don't Ask, Don't Tell,  consentendo tecnicamente a gay, lesbiche e bisessuali di servire nelle forze armate, ma solo sul principio del segreto di riservatezza e del celibato.  Il 22 dicembre 2010, Barack Obama ha firmato un disegno di legge che abroga la legge e permette l'arruolamento anche a LGBTQ dichiarati, come poi confermato da sentenze e orientamenti della Corte suprema nel 2013 e 2015. Nuovi dubbi sono sorti circa l'orientamento della Corte suprema verso il mondo LGBT a seguito delle sentenze e dichiarazioni in occasione della revisione del Roe contro Wade del giugno 2022.
Israele è l'unico paese del Medio Oriente che consente apertamente alle persone LGBT di prestare servizio militare. In Africa simile posizione liberale è stata adottata dal Sudafrica.
Paesi come la Germania non hanno una legislazione proibitiva, ma richiedono una valutazione medica per valutare se l'orientamento sessuale della recluta possa interferire con le sue prestazioni militari. Belgio, Canada, Danimarca,  Portogallo, Spagna, Paesi Bassi (dagli anni '70) e Norvegia, in una forma o nell'altra, non consentono discriminazioni e accettano gli omosessuali.  In Grecia attualmente i militari omosessuali vengono automaticamente licenziati dalle Forze Armate se la loro sessualità diventa pubblica, mentre in Ungheria la raccomandazione è di non accettare l'omosessualità.
In Italia, nonostante numerosi dichiarazioni in senso contrario e una circolare del 2016 in senso permissivo e anti-discriminatorio del generale dell’Aeronautica Claudio Gabellini, l'omosessualità nell'esercito italiano è trattata ancora in modo simile al "don't ask, don't tell", dove molti esponenti mantengono forti pregiudizi sulla liberalizzazione, mentre la libera manifestazione dell'orientamento sessuale è esplicitamente permessa e applicata nelle forze dell'ordine civili (Polizia di stato). Il disegno di legge Zan, in discussione dal 2020 permetterebbe il superamento di queste condizioni anche nell'esercito. In Lussemburgo gli omosessuali non sono ammessi nelle forze armate.  In Turchia è esplicitamente vietato, in Polonia è considerato un disturbo della personalità. La Repubblica Ceca non ha ufficialmente alcuna politica di discriminazione.
In America Latina, negli ultimi 30 anni ci sono stati dibattiti politici e civili sull'argomento, al fine di raggiungere accordi, soprattutto in Cile, Bolivia e Argentina. In Brasile gli omosessuali sono accettati nelle forze armate, ma spesso lamentano pregiudizi tra i propri colleghi.
Secondo l'American Psychological Association, non ci sono prove empiriche che l'orientamento sessuale riguardi un qualsiasi aspetto dell'efficacia militare, inclusi la coesione dell'unità, il morale, il reclutamento e il mantenimento. L'orientamento sessuale è irrilevante per l'espletamento dei compiti affidati, l'unico elemento di criticità che pregiudicherebbe la sicurezza, la coesione e il successo dell'attività militare.

## Essere LGBTQ nelle forze armate
Negli Stati Uniti, i soldati LGBTQ non sono tenuti a rivelare il loro orientamento sessuale, lasciando supporre che alcuni militari LGBTQ possano continuare a tenere nascosto il loro orientamento sessuale, soprattutto per il fatto che, malgrado i mutamenti politici che hanno permesso la partecipazione esplicita di LGBTQ alle forze armate e il riconoscimento di alcune prerogative alle coppie militari del medesimo sesso, persistono atteggiamenti culturali di omofobia e discriminazione.
Diversi studiosi hanno scritto in tema di effetti sui dipendenti, in contesti non militari, che nascondono il loro orientamento sessuale sul luogo di lavoro. Gli autori di psicologia militare hanno collegato questo lavoro alle loro esperienze sul personale LGBQ in servizio militare, affermando che questi studi consentono una comprensione delle vite dei soldati dichiaratamente LGBQ e di quelli che tengono segreto il loro orientamento. L'occultamento dell'orientamento sessuale e le molestie legate all'orientamento sessuale sono fonti di stress per i soggetti LGBT che portano ad esperienza negative e deleteri esiti lavoro-correlati. Specificamente, si è rilevato che le persone LGBT "in incognito" patiscono l'isolamento sociale. In particolare, questi effetti di stress lavoro-correlato possono influenzare le prestazioni professionali militari,a causa dell'elevata dipendenza da connessione e supporto nel benessere di tutti i militari.

## LGBT Military Index
Il LGBT Military Index è un indice creato dal Centro di studi strategici dell'Aja che utilizza 19 indicatori per classificare oltre 100 paesi sull'inclusione di lesbiche, gay, bisessuali e transgender nelle forze armate. I paesi nelle posizioni più alte si distinguono per i loro molteplici sforzi nel promuovere l'inclusione dei soldati gay e lesbiche. In molti di essi sono presenti speciali organizzazioni di sostegno e patrocinio legale, sociale e psicologico. Per contro, i paesi in fondo all'indice mostrano mancanze nel promuovere una maggiore inclusione del personale militare LGBT.

## Tabella
| Stato                | Diritti militari LGBT         | Note |
| -------------------- | ----------------------------- | ---- |
| Afghanistan          | sconosciuto                   |      |
| Albania              | dal 2008                      |      |
| Algeria              |                               |      |
| Andorra              |                               |      |
| Angola               |                               |      |
| Anguilla             |                               |      |
| Antigua e Barbuda    |                               |      |
| Arabia Saudita       | illegale                      |      |
| Argentina            | 2009                          |      |
| Armenia              |                               |      |
| Australia            | 1992                          |      |
| Austria              |                               |      |
| Azerbaigian          |                               |      |
| Bahamas              |                               |      |
| Bahrein              |                               |      |
| Bangladesh           |                               |      |
| Barbados             |                               |      |
| Belgio               |                               |      |
| Belize               |                               |      |
| Benin                |                               |      |
| Bermuda              |                               |      |
| Bhutan               |                               |      |
| Bielorussia          |                               |      |
| Birmania             |                               |      |
| Bolivia              |                               |      |
| Bosnia ed Erzegovina |                               |      |
| Botswana             |                               |      |
| Brasile              |                               |      |
| Brunei               |                               |      |
| Bulgaria             |                               |      |
| Burkina Faso         |                               |      |
| Burundi              |                               |      |
| Cambogia             |                               |      |
| Camerun              |                               |      |
| Canada               |                               |      |
| Capo Verde           |                               |      |
| Ciad                 |                               |      |
| Cile                 |                               |      |
| Cina                 |                               |      |
| Cipro                |                               |      |
| Città del Vaticano   | illegale                      |      |
| Colombia             |                               |      |
| Comore               |                               |      |
| Corea del Nord       |                               |      |
| Corea del Sud        |                               |      |
| Costa d'Avorio       |                               |      |
| Costa Rica           |                               |      |
| Croazia              |                               |      |
| Cuba                 |                               |      |
| Danimarca            | legale                        |      |
| Dominica             |                               |      |
| Ecuador              |                               |      |
| Egitto               | illegale                      |      |
| El Salvador          |                               |      |
| Eritrea              |                               |      |
| Estonia              | legale                        |      |
| eSwatini             |                               |      |
| Etiopia              |                               |      |
| Figi                 |                               |      |
| Filippine            |                               |      |
| Finlandia            | legale                        |      |
| Francia              |                               |      |
| Gabon                |                               |      |
| Gambia               | sconosciuto                   |      |
| Georgia              |                               |      |
| Germania             |                               |      |
| Ghana                |                               |      |
| Giamaica             |                               |      |
| Giappone             |                               |      |
| Gibuti               | illegale                      |      |
| Giordania            |                               |      |
| Grecia               |                               |      |
| Grenada              |                               |      |
| Guatemala            |                               |      |
| Guinea               |                               |      |
| Guinea-Bissau        |                               |      |
| Guinea Equatoriale   |                               |      |
| Guyana               |                               |      |
| Haiti                | sconosciuto                   |      |
| Honduras             |                               |      |
| India                | sconosciuto                   |      |
| Indonesia            |                               |      |
| Iran                 | illegale                      |      |
| Iraq                 |                               |      |
| Irlanda              | legale                        |      |
| Islanda              | non esiste una forza militare |      |
| Isole Marshall       | sconosciuto                   |      |
| Isole Salomone       |                               |      |
| Israele              | sconosciuto                   |      |
| Italia               |                               |      |
| Kazakistan           |                               |      |
| Kenya                |                               |      |
| Kirghizistan         |                               |      |
| Kiribati             | non esiste una forza militare |      |
| Kosovo               |                               |      |
| Kuwait               |                               |      |
| Laos                 |                               |      |
| Lesotho              |                               |      |
| Lettonia             | legale                        |      |
| Libano               |                               |      |
| Liberia              |                               |      |
| Libia                |                               |      |
| Liechtenstein        | non esiste una forza militare |      |
| Lituania             | legale                        |      |
| Lussemburgo          |                               |      |
| Macedonia del Nord   |                               |      |
| Madagascar           |                               |      |
| Malawi               |                               |      |
| Maldive              |                               |      |
| Malaysia             |                               |      |
| Mali                 |                               |      |
| Malta                |                               |      |
| Marocco              | illegale                      |      |
| Mauritania           |                               |      |
| Mauritius            |                               |      |
| Messico              |                               |      |
| Micronesia           |                               |      |
| Moldavia             |                               |      |
| Monaco               | non esiste una forza militare |      |
| Mongolia             |                               |      |
| Montenegro           |                               |      |
| Mozambico            |                               |      |
| Namibia              |                               |      |
| Nauru                |                               |      |
| Nepal                |                               |      |
| Nicaragua            |                               |      |
| Niger                |                               |      |
| Nigeria              |                               |      |
| Norvegia             |                               |      |
| Nuova Zelanda        |                               |      |
| Oman                 | sconosciuto                   |      |
| Paesi Bassi          | legale                        |      |
| Pakistan             |                               |      |
| Palau                |                               |      |
| Palestina            |                               |      |
| Panama               |                               |      |
| Papua Nuova Guinea   |                               |      |
| Paraguay             |                               |      |
| Perù                 |                               |      |
| Polonia              |                               |      |
| Portogallo           |                               |      |
| Qatar                | illegale                      |      |
| RD del Congo         |                               |      |
| Regno Unito          |                               |      |
| Rep. Ceca            |                               |      |
| Rep. Centrafricana   |                               |      |
| Rep. del Congo       |                               |      |
| Rep. Dominicana      |                               |      |
| Romania              | legale                        |      |
| Ruanda               |                               |      |
| Russia               |                               |      |
| San Marino           | non esiste una forza militare |      |
| São Tomé e Príncipe  |                               |      |
| Senegal              |                               |      |
| Serbia               |                               |      |
| Seychelles           |                               |      |
| Sierra Leone         |                               |      |
| Singapore            |                               |      |
| Siria                |                               |      |
| Slovacchia           |                               |      |
| Slovenia             |                               |      |
| Somalia              |                               |      |
| Spagna               | legale                        |      |
| Sri Lanka            |                               |      |
| Stati Uniti          |                               |      |
| Sudafrica            |                               |      |
| Sudan                |                               |      |
| Sudan del Sud        |                               |      |
| Suriname             |                               |      |
| Svezia               |                               |      |
| Svizzera             |                               |      |
| Tagikistan           | sconosciuto                   |      |
| Taiwan               |                               |      |
| Tanzania             |                               |      |
| Thailandia           |                               |      |
| Timor Est            |                               |      |
| Togo                 |                               |      |
| Tonga                |                               |      |
| Trinidad e Tobago    |                               |      |
| Tunisia              |                               |      |
| Turchia              |                               |      |
| Turkmenistan         |                               |      |
| Ucraina              | legale                        |      |
| Uganda               |                               |      |
| Ungheria             |                               |      |
| Uruguay              |                               |      |
| Uzbekistan           |                               |      |
| Vanuatu              | sconosciuto                   |      |
| Venezuela            |                               |      |
| Vietnam              |                               |      |
| Yemen                | illegale                      |      |
| Zambia               |                               |      |
| Zimbabwe             |                               |      |

 Fonte (PDF). URL consultato il 7 luglio 2022 (archiviato dall'url originale il 24 agosto 2009).